# Broué
Pour les articles homonymes, voir Broué (homonymie).
Broué est une commune française située dans le département d'Eure-et-Loir en région Centre-Val de Loire.

## Géographie

### Situation

Situation géographique
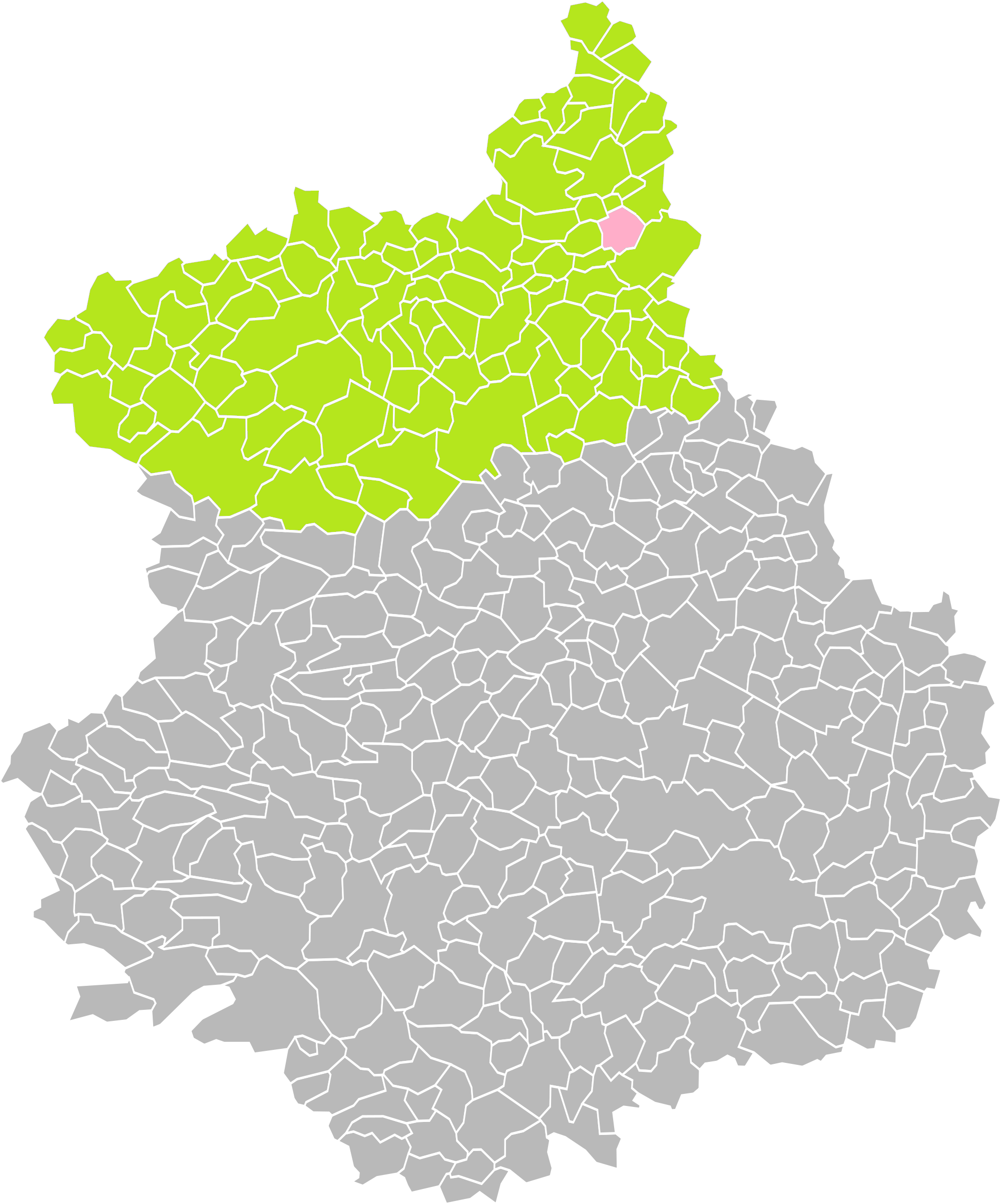
Broué dans son arrondissement.
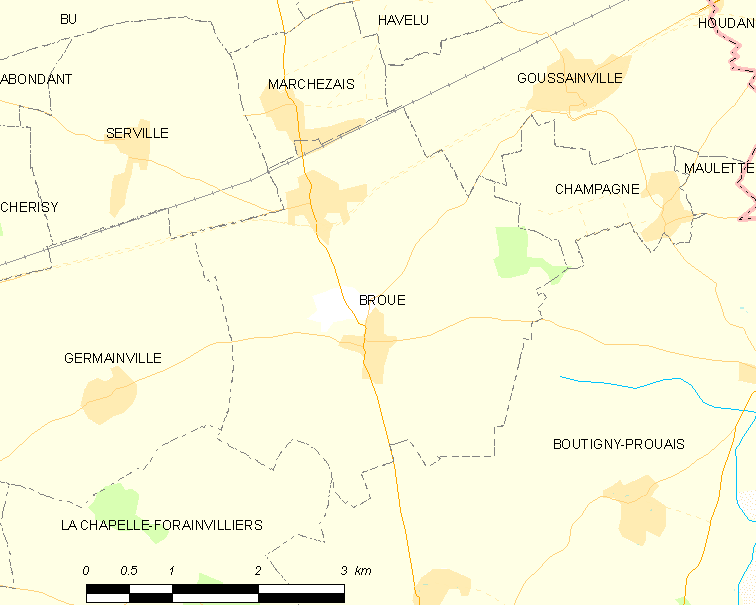
Carte de la commune de Broué.

La commune fait partie de la région naturelle et agricole du Drouais.

### Communes limitrophes
| Serville     | Marchezais                 | Goussainville    |
| Germainville | Broué                      | Champagne        |
|              | La Chapelle-Forainvilliers | Boutigny-Prouais |

### Hameaux et écarts
- Marolles ;
- Badonville ;
- Orvilliers ;
- Bécheret.

### Voies de communication et transports

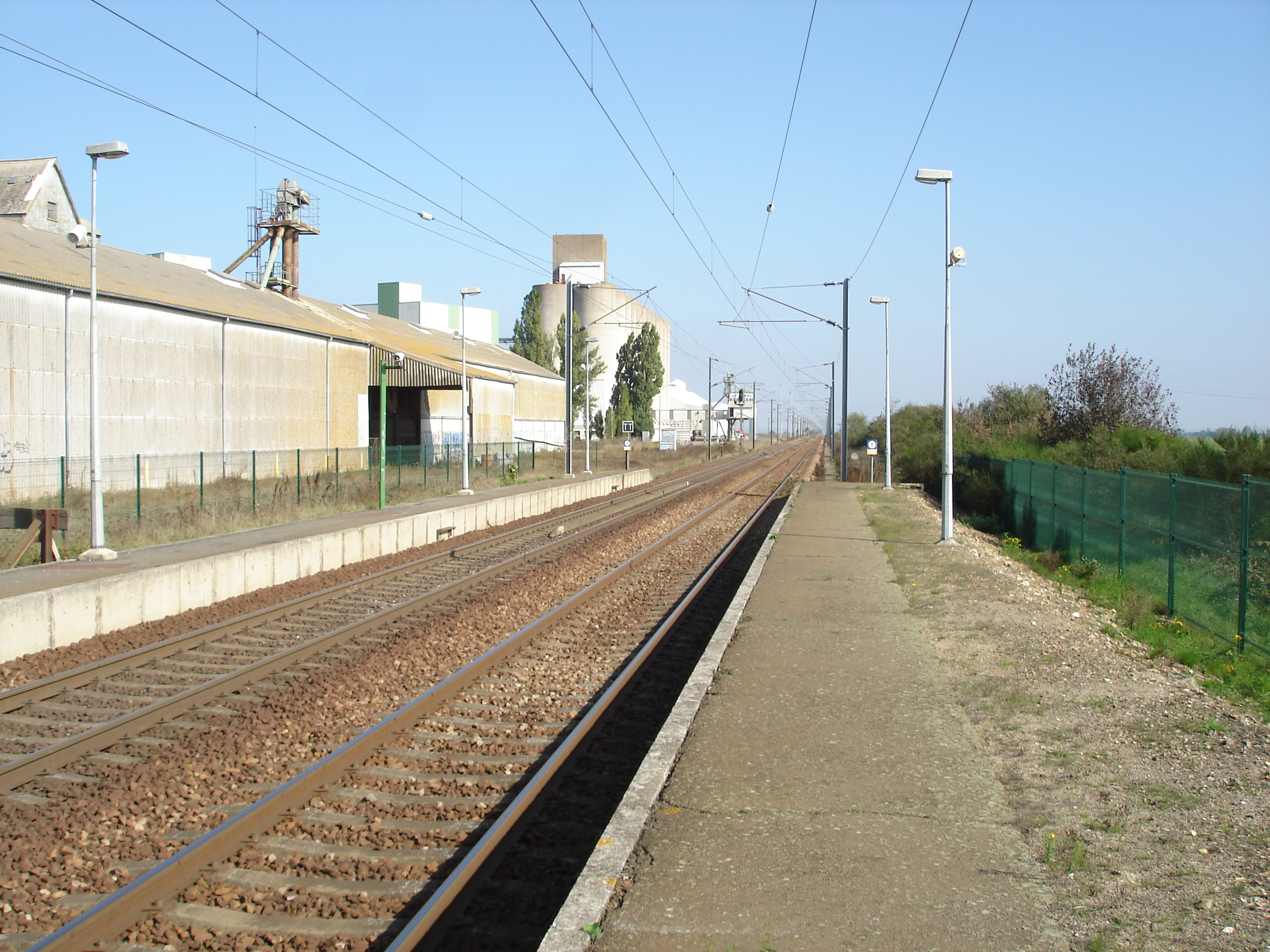
La gare de Marchezais - Broué.

#### Réseau ferroviaire
La ligne de Saint-Cyr à Surdon passe sur le territoire communal. La gare, partagée avec Marchezais, se situe sur la commune.

### Climat
Pour des articles plus généraux, voir Climat du Centre-Val de Loire et Climat d'Eure-et-Loir.
En 2010, le climat de la commune est de type climat océanique dégradé des plaines du Centre et du Nord, selon une étude du CNRS s'appuyant sur une série de données couvrant la période 1971-2000. En 2020, Météo-France publie une typologie des climats de la France métropolitaine dans laquelle la commune est dans une zone de transition entre le climat océanique et le climat océanique altéré et est dans la région climatique  Sud-ouest du bassin Parisien, caractérisée par une faible pluviométrie, notamment au printemps (120 à 150 mm) et un hiver froid (3,5 °C). 
Pour la période 1971-2000, la température annuelle moyenne est de 10,4 °C, avec une amplitude thermique annuelle de 14,6 °C. Le cumul annuel moyen de précipitations est de 654 mm, avec 10,6 jours de précipitations en janvier et 7,9 jours en juillet. Pour la période 1991-2020, la température moyenne annuelle observée sur la station météorologique de Météo-France la plus proche, « Bû_sapc », sur la commune de Bû à 6 km à vol d'oiseau, est de 11,4 °C et le cumul annuel moyen de précipitations est de 633,2 mm,. Pour l'avenir, les paramètres climatiques de la commune estimés pour 2050 selon différents scénarios d'émission de gaz à effet de serre sont consultables sur un site dédié publié par Météo-France en novembre 2022.

## Urbanisme

### Typologie
Au 1er janvier 2024, Broué est catégorisée commune rurale à habitat dispersé, selon la nouvelle grille communale de densité à 7 niveaux définie par l'Insee en 2022.
Elle est située hors unité urbaine. Par ailleurs la commune fait partie de l'aire d'attraction de Paris, dont elle est une commune de la couronne,. 

### Occupation des sols
L'occupation des sols de la commune, telle qu'elle ressort de la base de données européenne d’occupation biophysique des sols Corine Land Cover (CLC), est marquée par l'importance des territoires agricoles (91,4 % en 2018), en augmentation par rapport à 1990 (89,9 %). La répartition détaillée en 2018 est la suivante : 
terres arables (91,4 %), zones urbanisées (6,5 %), forêts (2,1 %). L'évolution de l’occupation des sols de la commune et de ses infrastructures peut être observée sur les différentes représentations cartographiques du territoire : la carte de Cassini (XVIIIe siècle), la carte d'état-major (1820-1866) et les cartes ou photos aériennes de l'IGN pour la période actuelle (1950 à aujourd'hui).

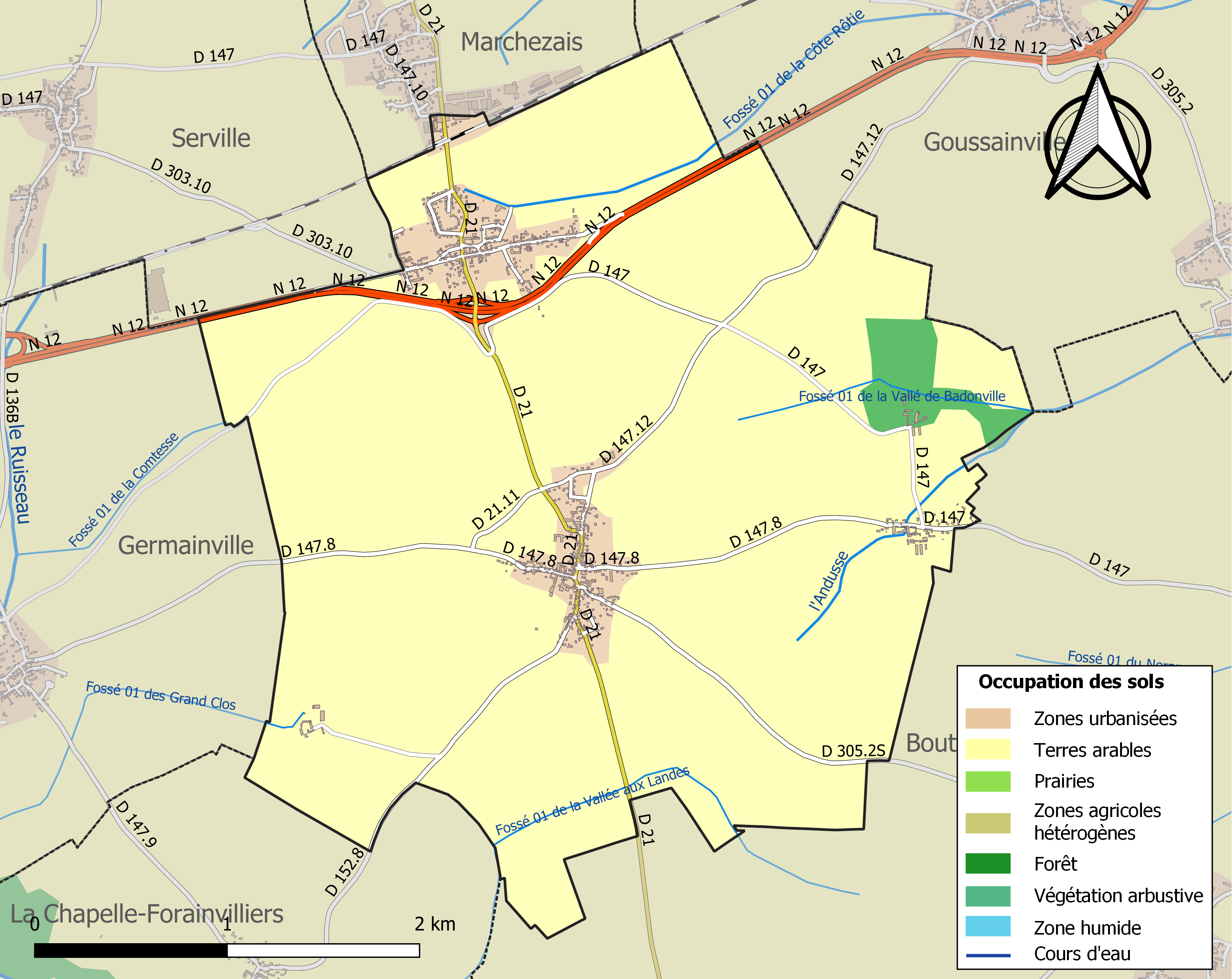
Carte des infrastructures et de l'occupation des sols de la commune en 2018 (CLC).

### Risques majeurs
Le territoire de la commune de Broué est vulnérable à différents aléas naturels : météorologiques (tempête, orage, neige, grand froid, canicule ou sécheresse), inondations, mouvements de terrains et séisme (sismicité très faible). Il est également exposé à un risque technologique, le transport de matières dangereuses. Un site publié par le BRGM permet d'évaluer simplement et rapidement les risques d'un bien localisé soit par son adresse soit par le numéro de sa parcelle.

#### Risques naturels
Certaines parties du territoire communal sont susceptibles d’être affectées par le risque d’inondation par débordement de cours d'eau, notamment La commune a été reconnue en état de catastrophe naturelle au titre des dommages causés par les inondations et coulées de boue survenues en 1988, 1999 et 2000,.

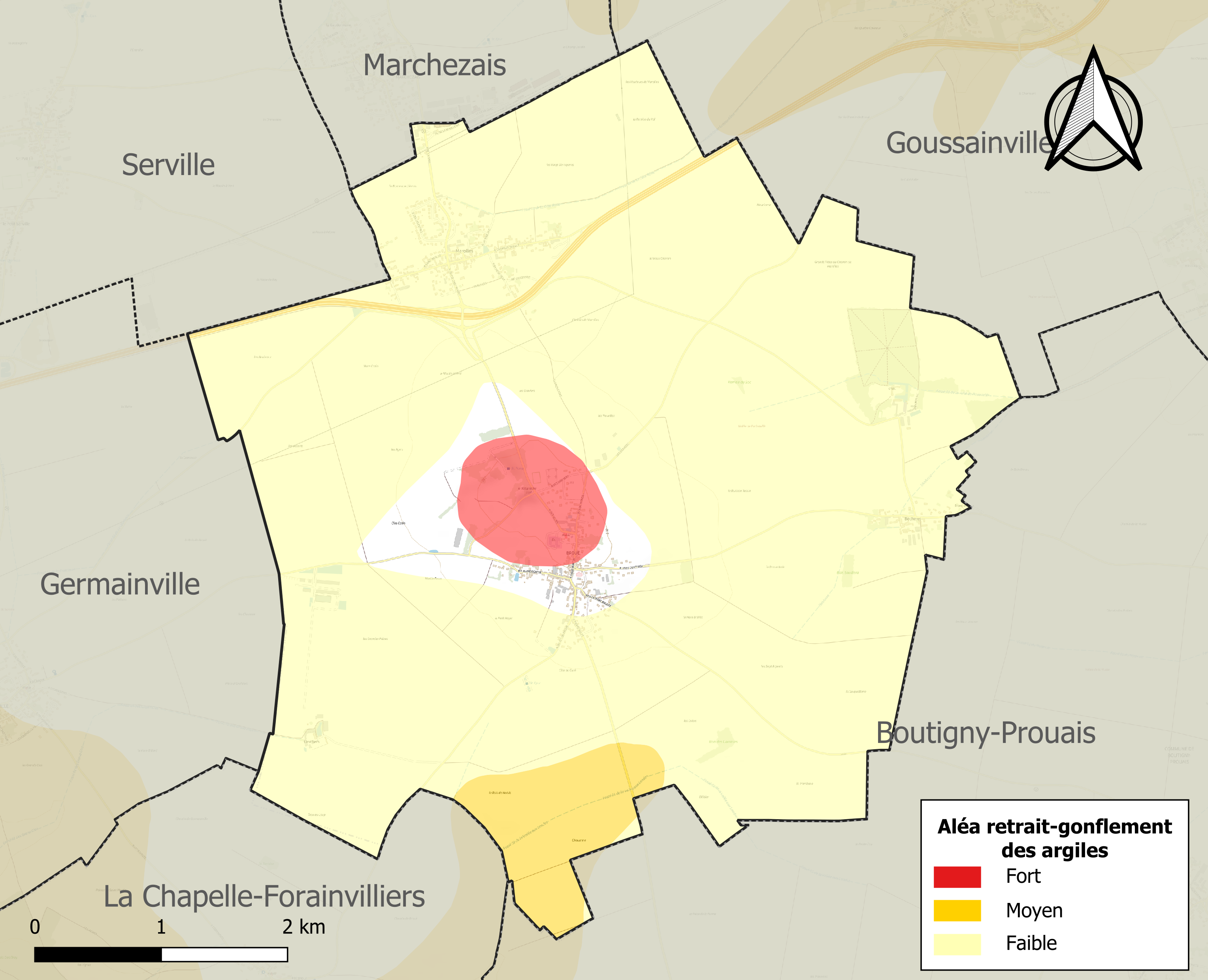
Carte des zones d'aléa retrait-gonflement des sols argileux de Broué.

Les mouvements de terrains susceptibles de se produire sur la commune sont des affaissements et effondrements liés aux cavités souterraines. L'inventaire national des cavités souterraines permet de localiser celles situées sur la commune.
Le retrait-gonflement des sols argileux est susceptible d'engendrer des dommages importants aux bâtiments en cas d’alternance de périodes de sécheresse et de pluie. 8,1 % de la superficie communale est en aléa moyen ou fort (52,8 % au niveau départemental et 48,5 % au niveau national). Sur les 381 bâtiments dénombrés sur la commune en 2019, 39 sont en aléa moyen ou fort, soit 10 %, à comparer aux 70 % au niveau départemental et 54 % au niveau national. Une cartographie de l'exposition du territoire national au retrait gonflement des sols argileux est disponible sur le site du BRGM,.
Concernant les mouvements de terrains, la commune a été reconnue en état de catastrophe naturelle au titre des dommages causés par des mouvements de terrain en 1999.

#### Risques technologiques
Le risque de transport de matières dangereuses sur la commune est lié à sa traversée par des infrastructures routières ou ferroviaires importantes ou la présence d'une canalisation de transport d'hydrocarbures. Un accident se produisant sur de telles infrastructures est en effet susceptible d’avoir des effets graves au bâti ou aux personnes jusqu’à 350 m, selon la nature du matériau transporté. Des dispositions d’urbanisme peuvent être préconisées en conséquence.

## Toponymie
Le nom de la localité est attesté sous les formes Brolium, Broletum qui furent dégénérés au XIIe siècle. On retrouve Broetum vers 1110, Broedatum vers 1115, Brodéocum en 1184, Broé en 1250, puis Broeium, Brouetum dont notre idiome français a fait Brouez, puis Broué[réf. nécessaire].
La signification de ce toponyme est lieu de petites broussailles. Maigres pâtures proches de marécages. De l’oïl brou, ce nom a dû avoir le même sens que le mot gaulois bracu signifiant « boue, fange », « passage boueux du chemin »[réf. nécessaire], *bracu ( plus exactement *brakus, brakōs) a d’abord désigné un « fond de vallée humide » puis un « marais ».

## Histoire
Le 1er mai 1755, les vignes gèlent comme en 1705. Le vin est vendu 120 livres la queue. En 1775, un vol est signalé dans l'église et du vandalisme. La fin des inhumations dans l'église a lieu l'année suivante.
Le village est très fortement touché par les conséquences de l'éruption du Laki en Islande et du nuage toxique qu'il a provoqué durant l'été 1783 et qui s'est répandu au-dessus de l'Europe du Nord-Ouest. La région de Chartres fut une des régions les plus touchées par le nuage. Environ un tiers des paysans moururent, principalement à cause de l'inhalation de gaz sulfurés lors des travaux dans les champs. La population effrayée demanda au curé de la paroisse de pratiquer une séance pour exorciser le nuage.
En 1792 le premier garde champêtre de Broué est nommé. L'église est fermée durant la Terreur.
Au hameau de Marolles se trouvait l'ancienne maison seigneuriale des Célestins, inscrit en 1990 au titre de monument historique. L'édifice a été démonté en 2002.
Le 25 novembre 1870, durant la guerre franco-allemande, eut lieu l' affaire de Broué où fut engagée la Légion des Volontaires de l'Ouest.

## Politique et administration

### Liste des maires
| Période | Période  | Identité          | Étiquette | Qualité                                         |
| ------- | -------- | ----------------- | --------- | ----------------------------------------------- |
| 1945    | 1957     | Georges Bréant    |           | Conseiller général du canton d'Anet (1945-1957) |
| 1957    | 1977     | René Leromain     |           |                                                 |
| 1977    | 2001     | André Aubé        |           |                                                 |
| 2001    | 2008     | Gilles Vorimore   |           |                                                 |
| 2008    | En cours | Patrice Leromain, |           | Agriculteur sur grande exploitation             |

## Population et société

### Démographie
L'évolution du nombre d'habitants est connue à travers les recensements de la population effectués dans la commune depuis 1793. Pour les communes de moins de 10 000 habitants, une enquête de recensement portant sur toute la population est réalisée tous les cinq ans, les populations de référence des années intermédiaires étant quant à elles estimées par interpolation ou extrapolation. Pour la commune, le premier recensement exhaustif entrant dans le cadre du nouveau dispositif a été réalisé en 2007.

En 2022, la commune comptait 859 habitants, en évolution de −3,37 % par rapport à 2016 (Eure-et-Loir : −0,23 %, France hors Mayotte : +2,11 %).
| 1793 | 1800 | 1806 | 1821 | 1831 | 1836 | 1841 | 1846 | 1851 |
| ---- | ---- | ---- | ---- | ---- | ---- | ---- | ---- | ---- |
| 530  | 537  | 595  | 526  | 582  | 631  | 663  | 626  | 626  |

| 1856 | 1861 | 1866 | 1872 | 1876 | 1881 | 1886 | 1891 | 1896 |
| ---- | ---- | ---- | ---- | ---- | ---- | ---- | ---- | ---- |
| 576  | 578  | 559  | 576  | 560  | 558  | 545  | 527  | 528  |

| 1901 | 1906 | 1911 | 1921 | 1926 | 1931 | 1936 | 1946 | 1954 |
| ---- | ---- | ---- | ---- | ---- | ---- | ---- | ---- | ---- |
| 560  | 585  | 575  | 478  | 526  | 505  | 498  | 477  | 484  |

| 1962 | 1968 | 1975 | 1982 | 1990 | 1999 | 2006 | 2007 | 2012 |
| ---- | ---- | ---- | ---- | ---- | ---- | ---- | ---- | ---- |
| 477  | 416  | 484  | 614  | 675  | 762  | 895  | 914  | 903  |

| 2017 | 2022 | - | - | - | - | - | - | - |
| ---- | ---- | - | - | - | - | - | - | - |
| 888  | 859  | - | - | - | - | - | - | - |

### Manifestations culturelles et festivités
- En 2018, a lieu la troisième édition de la fête du safran à la ferme de Badonville[28].

## Culture locale et patrimoine

### Lieux et monuments

#### Église Saint-Martin
L'église abrite six tableaux monuments historiques :
- Image véritable de saint Jacques de Compostelle, entre les baies 6 et 8, XVIIIe siècle,  Classé MH (1997) ;
- Saint Roch et saint Sébastien guérissant de la peste, collatéral nord, XVIIIe siècle,  Classé MH (2006) ;
- La Vision de saint Martin, chœur, XVIIIe siècle,  Classé MH (2006) ;
- La Charité de saint Martin, chœur, lambris à gauche du retable, XIXe siècle,  Classé MH (2006) ;
- L'ordination de saint Martin, chœur, lambris à gauche du retable, XVIIIe siècle,  Classé MH (2006) ;
- Procession des frères de la Charité, XVIIIe siècle,  Inscrit MH (2005).

L'église Saint-Martin
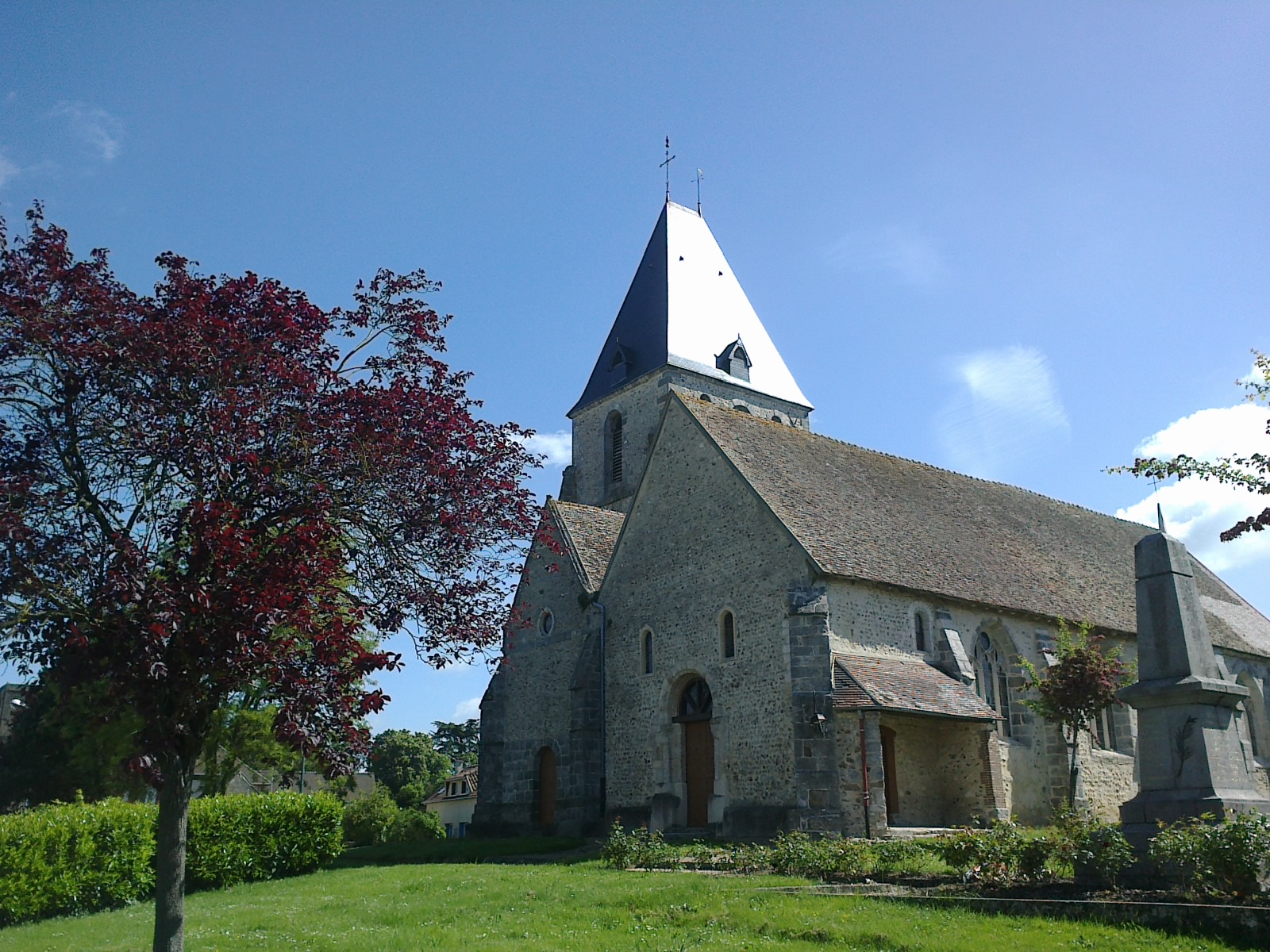
Vue générale et monument aux morts.
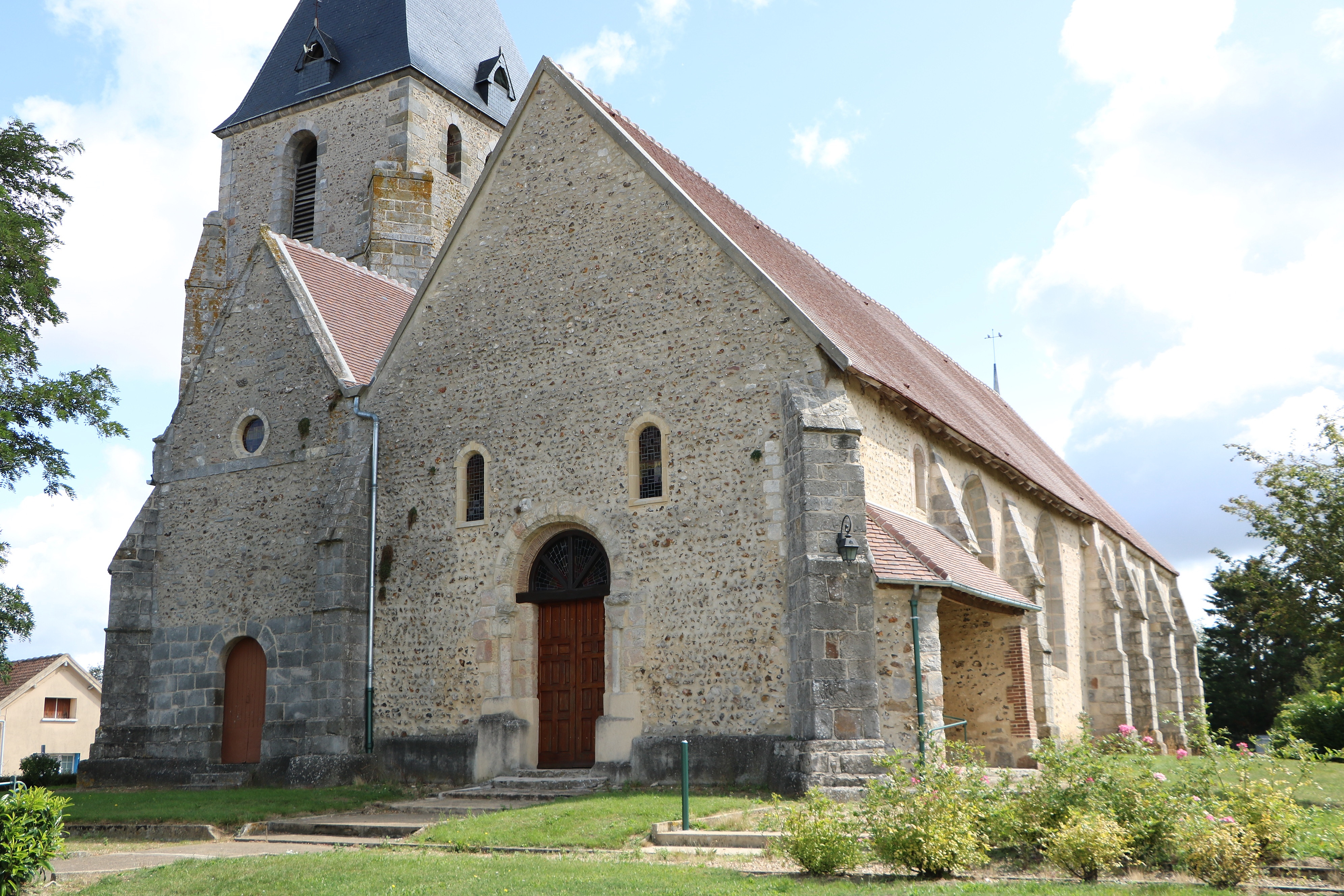
Mur sud de l'église.
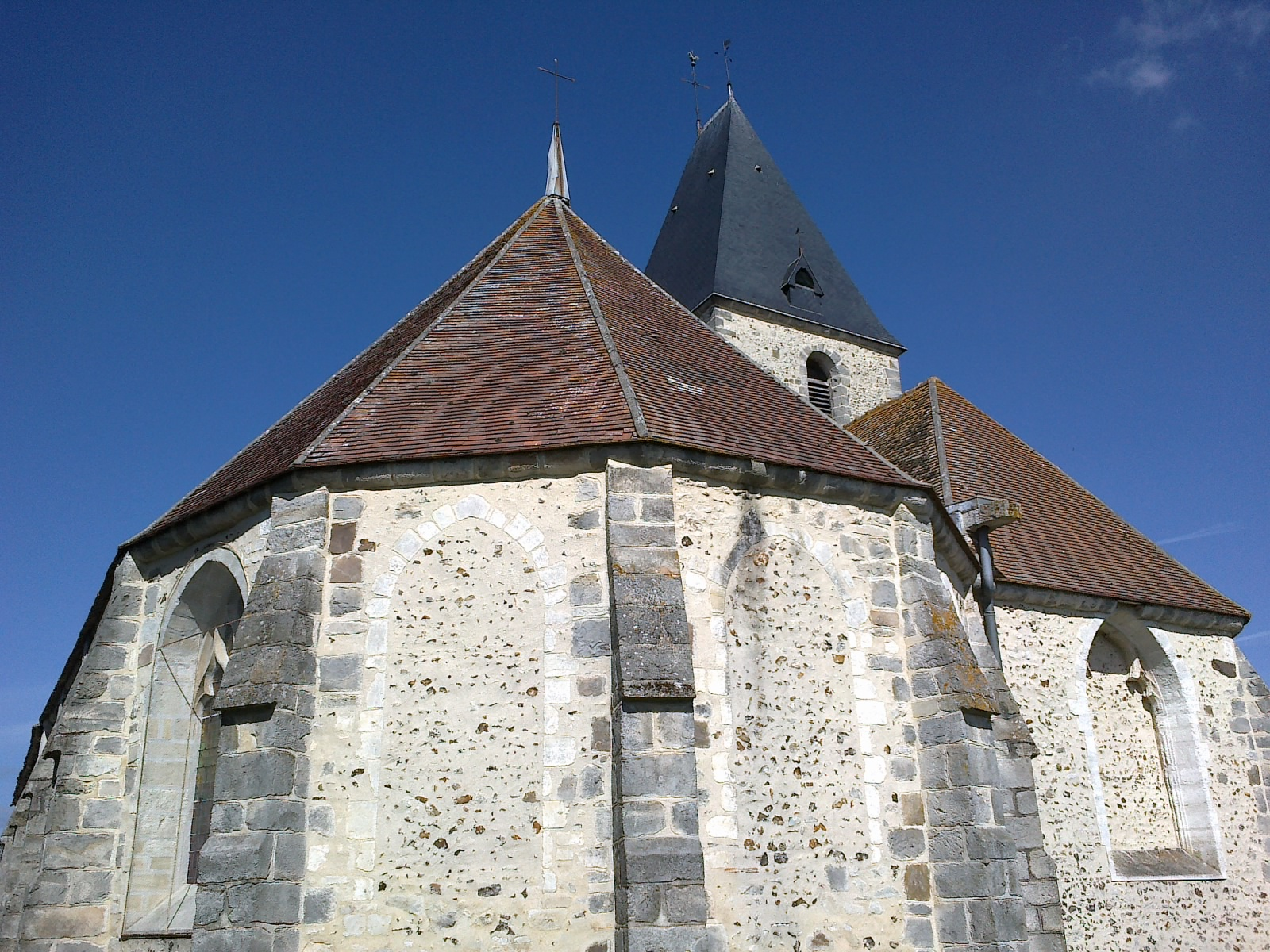
Abside.

#### Autres lieux et monuments
- Monument aux morts ;
- Le mécène Camille Renault (1904-1984) fit construire à Broué « Le Bateau de pierre »[30].

### Personnalités liées à la commune
- Antoon Kruysen (1898-1977), peintre expressionniste néerlandais, expose chez Camille Renault au « Bateau de Pierre » de janvier à mars 1969, dernière exposition de son vivant.